# Voultegon
Voultegon est une ancienne commune française, située dans le département des Deux-Sèvres en région Nouvelle-Aquitaine.
Le 1er janvier 2013, elle est devenue une commune déléguée de la commune nouvelle de Voulmentin,.
Les habitants de Voultegon sont appelés les Voultegonnais.

## Géographie
La commune est située à 10 km au nord de Bressuire, 6 km à l'est de Nueil-les-Aubiers et 8 km au sud-ouest d'Argenton-les-Vallées.

## Toponymie
Voultegon est issu du celtique (gaulois) Vultaconnon.

## Histoire
La situation de Voultegon, au croisement de la voie romaine de Poitiers à Nantes avec celle d'Angers à Saintes, explique son évangélisation dès les premiers siècles. 
La première église chrétienne, construite en pays argentonnais au Ve siècle, semble avoir été celle de Saint-Pierre de Voultegon, reconstruite en style roman au XIIe siècle,

## Politique et administration

### Liste des maires
| Période    | Période       | Identité         | Étiquette | Qualité |
| ---------- | ------------- | ---------------- | --------- | ------- |
| avant 1981 | 1995          | Maurice Audureau | DVG       |         |
| 1995       | décembre 2012 | André Joubert    |           |         |

## Population et société

### Démographie
L'évolution du nombre d'habitants est connue à travers les recensements de la population effectués dans la commune depuis 1793. À partir du 1er janvier 2009, les populations légales des communes sont publiées annuellement dans le cadre d'un recensement qui repose désormais sur une collecte d'information annuelle, concernant successivement tous les territoires communaux au cours d'une période de cinq ans. 
Pour les communes de moins de 10 000 habitants, une enquête de recensement portant sur toute la population est réalisée tous les cinq ans, les populations légales des années intermédiaires étant quant à elles estimées par interpolation ou extrapolation. Pour la commune, le premier recensement exhaustif entrant dans le cadre du nouveau dispositif a été réalisé en ,.
En 2010, la commune comptait 558 habitants.
| 1806 | 1831 | 1836 | 1841 | 1846 | 1851 | 1856 | 1861 | 1866 |
| ---- | ---- | ---- | ---- | ---- | ---- | ---- | ---- | ---- |
| 352  | 409  | 424  | 467  | 484  | 494  | 508  | 600  | 544  |

| 1872 | 1876 | 1881 | 1886 | 1891 | 1896 | 1901 | 1906 | 1911 |
| ---- | ---- | ---- | ---- | ---- | ---- | ---- | ---- | ---- |
| 568  | 573  | 585  | 629  | 629  | 625  | 602  | 557  | 572  |

| 1921 | 1926 | 1931 | 1936 | 1946 | 1954 | 1962 | 1968 | 1975 |
| ---- | ---- | ---- | ---- | ---- | ---- | ---- | ---- | ---- |
| 509  | 528  | 530  | 526  | 531  | 525  | 558  | 546  | 448  |

| 1982 | 1990 | 1999 | 2006 | 2007 | 2008 | 2009 | 2010 | - |
| ---- | ---- | ---- | ---- | ---- | ---- | ---- | ---- | - |
| 426  | 443  | 484  | 532  | 533  | 541  | 563  | 558  | - |

Entre 1999 et 2006, Voultegon a connu une progression de 10,1 % en nombre d'habitants.

## Économie
Essentiellement rurale, la commune possède une vingtaine d'exploitations agricoles ainsi qu'une exploitation laitière robotisée. Quelques artisans sont également installés : électricien-chauffagiste, garagiste, salon de coiffure, une épicerie et un bar-restaurant. La commune compte également une dizaine d'associations (théâtre, foot...)
Le taux de chômage en 2006 est de 8,1 % (9 % en 1999). La commune profite de sa proximité de Bressuire et Nueil les Aubiers, où l'activité économique est forte, mais où les terrains constructibles sont moins bon marché.
Entre 1999 et 2006, le nombre de logements a augmenté de 15,7 %.
En 2006, dans chaque résidence, il y a en moyenne 4,9 pièces.
(Source INSEE)

## Culture locale et patrimoine

### Lieux et monuments
- Château de La Rochejacquelein : XVe siècle. (privé) Colombier, grange aux poutres remarquables, vestiges du manoir. Inscrit MH (1941)[7].
- Domaine de la Dubrie (également sur commune de Bressuire). Inscrit MH (1991)[8].
- Église Saint-Pierre : mur septentrional du Xe siècle, remanié aux XVe et XVIe siècles.
- Chapelle avec statue de Saint-Sébastien.
- Pont romain sur l’Argenton.